# Зеленець (Ульяновська область)
Зеленець (рос. Зеленец) — село в Тереньгульському районі Ульяновської області Російської Федерації.
Населення становить 712 осіб. Входить до складу муніципального утворення Красноборське сільське поселення.

## Історія
Від 2004 року входить до складу муніципального утворення Красноборське сільське поселення.

## Населення
| 2010 |
| ---- |
| 712  |